# Adduzione (fisica)
L'adduzione è un processo di trasferimento di calore che si ha quando coesistono convezione e irraggiamento.
In molti casi e problemi, la trasmissione del calore per convezione e irraggiamento coesistono. In questi casi si è soliti parlare di trasmissione del calore per adduzione. La quantità di calore trasmessa nel tempo unitario può essere espressa dalla formula:
{\displaystyle qS=hS(T1,T2)}
dove h, il fattore di adduzione, è dato dalla somma della trasmittanza termica per convezione {\displaystyle h_{cv}} e di quella per irraggiamento {\displaystyle h_{r}} quando questi sono regolati dalle stesse temperature:
{\displaystyle h=h_{cv}+h_{r}}
È importante notare che, nonostante si parli di trasmissione del calore per adduzione, in realtà non si sta definendo un nuovo tipo di trasmissione ma si usa un termine che raggruppa due tipi di trasmissione differenti (convezione e irraggiamento) quando tali trasmissioni avvengono per {\displaystyle \Delta T} limitate.